# Streminoasa
Streminoasa – wieś w Rumunii, w okręgu Vâlcea, w gminie Crețeni. W 2011 roku liczyła 560 mieszkańców.